# Festival du film d'animation de Bègles
Le Festival International du Film d'animation "Les Nuits Magiques" se déroule chaque année au Cinéma "La Lanterne" (anciennement "Le Festival") de Bègles (situé sur les boulevards de Bordeaux, France), au début du mois de décembre.
Outre une compétition internationale de courts métrages d'animation et une compétition de longs métrages, le festival propose aussi des ciné-concerts, des films en avant-première, des programmes thématiques, des rétrospectives, des ateliers d'initiation au dessin animé.
La 31e édition aura lieu du 30 novembre au 11 décembre 2022.

## Prix officiels

### Courts métrages
- Prix du Public pour le meilleur court métrage humoristique tout public
- Prix du Public pour le meilleur court métrage fantastique
- Prix du Public pour le meilleur court métrage de la catégorie "curiosités"
- Prix du Public pour le meilleur court métrage humoristique adulte
- Prix du Jeune Public
- Prix du Jury Jeune (décerné par un jury de jeunes béglais)
- Prix Beaumarchais/SACD récompensant un court métrage francophone

### Longs métrages
- Prix du public pour le meilleur long métrage

### Palmarès

#### 2010
- Prix du Public pour le meilleur court métrage, catégorie "Contes modernes" : "Barco" de Allison Craig (USA)
- Prix du Public pour le meilleur court métrage, catégorie "Humour adulte" : "Babioles" de Matray (France)
- Prix du Public pour le meilleur court métrage, catégorie "Fantastiques" : "Le silence sous l'écorce" de Joana Lurie (France)
- Prix du Public pour le meilleur court métrage, catégorie "Curiosités" : "Big Bang Big Boum" de Blu (Italie, titre original : "Big Bang Big Boom")
- Prix du Public pour le meilleur court métrage, catégorie "Inclassables" : 
  - "O'Moro" de Christophe Calissoni, Éva Offredo (France) - 2009 - 10 min 55 s - Production : Marc Jousset - Scénario : Christophe Calissoni, Patricia Valeix - Image : Denis Vautrin, Christophe Calissoni - Musique : Mathias Duplessy - Son : Denis Vautrin - Interprétation : Jean-François Morel, Dikès, Eva Huebra (voix) - Distribution : Je suis bien content
  - Ex aequo avec Le colérique de Anita Killi (no) (Norvège, 2009) (titre original : "Sinna mann", d'après le livre du même titre de Gro Dahle (2003).
- Prix des Collégiens et des Lycéens : "Logorama" de François Alaux, Hervé de Crécy, Ludovic Houplain (France)